# Peter Blumenthal
Peter Blumenthal (* 1945 in Rheinbach) ist ein deutscher Romanist, Mediävist und Sprachwissenschaftler.

## Leben
Peter Blumenthal studierte Romanische Philologie an der Universität Bonn und wurde dort 1971 von Harri Meier promoviert. Er war drei Jahre lang Lektor an der Universität Toulouse, dann Assistent an der Universität zu Köln, wo er sich habilitierte. Er wurde auf einen Lehrstuhl der Friedrich-Alexander-Universität Erlangen-Nürnberg berufen, wechselte von dort an die Universität Stuttgart und beendete die Hochschulkarriere in Köln (Emeritierung 2010). Von 1987 bis 2010 war er linguistischer Herausgeber der Zeitschrift für französische Sprache und Literatur.

## Veröffentlichungen (Auswahl)
- Die Entwicklung der romanischen Labialkonsonanten. Romanisches Seminar der Universität Bonn, Bonn 1972. (Dissertation)
- La syntaxe du message. Application au français moderne. Niemeyer, Tübingen 1980. (Habilitationsschrift)
- Semantische Dichte. Assoziativität in Poesie und Werbesprache. Niemeyer, Tübingen 1983.
- Vergangenheitstempora, Textstrukturierung und Zeitverständnis in der französischen Sprachgeschichte. Steiner, Stuttgart 1986.
- Sprachvergleich Deutsch – Französisch. Niemeyer, Tübingen 1987, 1997.
- (mit Giovanni Rovere) Wörterbuch der italienischen Verben. Konstruktionen, Bedeutungen, Übersetzungen. Klett, Stuttgart 1998.
  - Wörterbuch der italienischen Verben - Dizionario dei verbi italiani, ed. Digitale. Acolada, Nürnberg 2017.
- Wortprofil im Französischen. Niemeyer, Tübingen 2006.
- (mit Jacques François) Pour une histoire cognitive du français. Que révèle la combinatoire des mots? L'Harmattan, Paris 2022.